# 烏克蘭人民自由拱門
烏克蘭人民自由拱門（烏克蘭語：Арку свободи українського народу，羅馬化：Arka svobody ukraïnskoho narodu，舊稱多樣性拱門（羅馬化：Arka Rozmaittia），又稱人民友誼拱門（Арка дружби народів）、軛（Ярмо́），是位於烏克蘭首都基輔佩切爾西基區的一座紀念碑，和全聯盟列寧博物館同時開幕於1982年11月7日，以紀念蘇聯建國60週年及基輔建城1500年慶典。紀念碑地處第聶伯河畔的高地，可眺望基輔市景。
此紀念碑包括下列三個部份：
- 高50公尺、以鈦打造的拱門
- 烏克蘭和俄羅斯工人高舉蘇聯勳章、象徵兩國友誼的8公尺高銅像
- 刻有1654年佩列亞斯拉夫條約參與者的花崗岩石碑。

2016年5月20日，作為去共化的一部分，烏克蘭政府宣布了拆除拱門的計劃。2022年俄羅斯入侵烏克蘭之後，基輔市政府於同年4月26日動工拆除拱門下方的8公尺銅像，拱門予以保留，在該年5月14日正式更名為「烏克蘭人民自由拱門」
。

## 外部連結
- Kiev City Guide — Statues and monuments of Kiev City
- www.go2kiev.com （页面存档备份，存于） — places to see in Kiev